# Повторяющиеся элементы серии Final Fantasy
Final Fantasy — это медиафраншиза, созданная Хиронобу Сакагути и разработанная компанией Square Enix (ранее известной как Square), которая также владеет правами на неё. Основу франшизы составляют компьютерные ролевые игры в стиле фэнтези и научное фэнтези. Первая часть, давшая название всей серии, была выпущена в 1987 году — она стала последней попыткой Сакагути достигнуть успеха в игровой индустрии. Однако данный релиз оказался весьма успешным, и породил множество продолжений; хотя большинство из них не связаны напрямую, в них присутствуют регулярно повторяющиеся элементы.
К повторяющимся элементам в играх серии Final Fantasy относятся, в частности, сюжетные темы, элементы игровой механики, магические кристаллы, а также такие создания, как муглы, чокобо и кактуары. В разное время над сценариями игр работали разные писатели: сам Сакагути, Кэндзи Тэрада, Кадзусигэ Нодзима и Ясуми Мацуно. Некоторые элементы сценария и сеттинга были задействованы в нескольких частях серии и в дочерних сериях: например, вымышленный мир Ивалис, а также мифы, заимствованные из компиляции Final Fantasy VII и Fabula Nova Crystallis Final Fantasy. Заметное влияние на художественный дизайн оказались такие специалисты, как Ёситака Амано, Тэцуя Номура и Акихико Ёсида. В частности, Амано отвечал за создание персонажей вплоть до Final Fantasy VI, а также до сих пор продолжает рисовать логотипы новых игр; Номура занимался дизайном персонажей начиная с Final Fantasy VII, а Ёсида участвовал в создании Final Fantasy XII, XIV и ряда других играх, действие которых также разворачивается в мире Ивалис. Игровой процесс, изначально разработанный Акитоси Кавадзу, был основан на принципах, заимствованных из настольных игр Dungeons & Dragons и Wizardry. Начиная с Final Fantasy IV в играх серии стали использоваться варианты боевой системы ATB, которую создал Хироюки Ито.
Данные повторяющиеся элементы и мотивы положительно оценивались критиками в разное время, что также сказывалось на глобальном успехе франшизы. Так, геймплей Final Fantasy и сценарные ходы зачастую признавались стандартом для ролевых игр. Помимо этого, серя породила спин-оффы SaGa и Mana, которые также оказались определённое влияние на разработчиков компьютерных игр.

## Описание
Серия Final Fantasy была открыта одноимённой игрой, выпущенной в Японии в 1987 году, а затем изданной в США в 1990. Её разработала компания Square Co., которая впоследствии объединилась с Enix и стала называться Square Enix. Руководителем стал Хиронобу Сакагути, который дал проекту такое имя (с англ. — «Последняя фантазия») не случайно — он решил, что это будет его последней попыткой добиться успеха в игровой индустрии. Он много лет мечтал создать именно ролевую игру, но компания не давала ему такой возможности. В результате, Final Fantasy получила большой коммерческий успех и положительные отзывы критиков, что привело к созданию новых частей франшизы. Международное признание Final Fantasy получила с выходом седьмой части в 1997 году на консоли PlayStation, став самой продаваемой игрой серии. За несколько десятилетий Final Fantasy стала одной из самых крупных игровых франшиз Square Enix. К 2016 году было выпущено 48 игр и продано 110 миллионов копий, а к 2020 — уже 54 игры и 144 миллиона копий на общую сумму 11,7 миллиардов долларов.

## Сценарий
В большинстве случаев игры серии Final Fantasy не связаны сюжетно, однако в них присутствуют общие сюжетные ходы и мотивы. Над сюжетами игр работало множество разных сценаристов; первым из них стал Кэндзи Тэрада, которого пригласили в команду после его успешной работы по адаптации манги Kinnikuman для съёмки аниме. Его задачей было создать игру, делающую основной упор именно на сюжете, — в противовес популярной тогда игре Dragon Quest, которая ставила на первое место игровой процесс. Тэрада также создал сценарии для двух следующих частей серии: Final Fantasy II (1988) и Final Fantasy III (1990). Однако затем отношения между Square и Тэрадой испортились, и его место занял Такаси Токита, который не только написал сценарий для Final Fantasy IV (1991), но и выступил в роли дизайнера. Сюжет Final Fantasy V (1992) стал результатом совместной работы Хиронобу Сакагути и Ёсинори Китасэ. Над сценарием Final Fantasy VI (1994) работала целая группа писателей, в которую вошёл и Китасэ. Сакагути продолжал отвечать за написание общей сюжетной канвы вплоть до Final Fantasy VI. Он также написал сценарий для Final Fantasy IX (2000).
Одним из наиболее влиятельных сценаристов серии стал Кадзусигэ Нодзима: изначально он работал над Final Fantasy VII, а затем занимался сюжетом для Final Fantasy VIII (1999). Кроме того, он внёс большой вклад в Final Fantasy X (2001), работая вместе с другими писателями. Кроме того, он вновь вернулся в команду для работы над Final Fantasy X-2 (2003), несмотря на изначальное нежелание заниматься этой игрой, которая была куда «жизнерадостнее» приквела. Последующие его работы вновь основывались на более мрачных темах. Нодзима также создал изначальный сценарий Final Fantasy XV (2016), которая тогда называлась Final Fantasy Versus XIII. Однако впоследствии этот сценарий был переработан другим писателем Саори Итамуро. Другим писателем, оказавшим существенное влияние на серию, стал Дайсукэ Ватанабэ. Впервые он присоединился к команде для работы над Final Fantasy X, а затем участвовал в создании Final Fantasy XII (2005), заменив Ясуми Мацуно, который был вынужден уйти в отпуск из-за проблем со здоровьем. Первая версия сценария для двенадцатой части была написана Мивой Сёдой, а Ватанабэ довёл его работу до ума. Впоследствии Ватанабэ участвовал в создании сценария Final Fantasy XIII (2009) и её сиквелов — это стало одним из самых крупных его проектов. Сюжет Final Fantasy XI (2002) был написан Масато Като, который также работал над расширением Rise of the Zilart. Сценаристом Final Fantasy XIV выступил Яэко Сато, который также приложил руку к Final Fantasy XI и Final Fantasy XII. Сато остался главным сценаристом и для перезапуска четырнадцатой части, вышедшего под названием Final Fantasy XIV: A Realm Reborn (2013); ему также ассистировал новый член команды Казутоё Маэхиро.
Первой игрой серии, которая получила прямое продолжение, стала десятая часть, хотя изначально выпуск сиквела не планировался. Действие Final Fantasy X-2 разворачивается в том же вымышленном мире Спира, хотя общая атмосфера игры более позитивная. Final Fantasy XIII также рассматривалась как одиночная часть серии, однако затем превратилась в первую трилогию франшизы: были выпущены игры Final Fantasy XIII-2 (2011) и Lightning Returns: Final Fantasy XIII (2013). Final Fantasy XV была превращена в мультимедийную франшизу, названную Вселенная Final Fantasy XV. В неё вошёл фильм Кингсглейв: Последняя фантазия XV, оригинальная сетевая анимация Brotherhood: Final Fantasy XV (выпущены до релиза игры), а также дополнительные спин-оффы и загружаемый контент (появились уже после релиза).
Final Fantasy VII также дала начала мультимедийной серии Compilation of Final Fantasy VII, которая включила в себя дополнительные игры (Before Crisis, Dirge of Cerberus, Crisis Core) и фильмы (Advent Children и Last Order). Помимо этого, впоследствии была запущена дочерняя серия Fabula Nova Crystallis Final Fantasy, которая не связана с Compilation напрямую, но заимствует из неё многие элементы. В частности, хотя в этих сериях разные сеттинги и сюжеты, они связаны общими мифами о кристаллах и соответствующих им божествах. Fabula Nova Crystallis изначально рассматривалась как платформа для разработки нескольких запланированных игр: продюсер Синдзи Хасимото сравнил её с франшизами Звёздные войны и Властелин колец. Однако в результате неоднозначные отзывы на дочернюю серию заставили Square Enix уйти от её эзотерических и сложных сюжетных линий.
Действие нескольких игр серии разворачивается в разные временные периоды в вымышленном мире Ивалис: этот сеттинг носит название Альянс Ивалиса. Так, в Ивалисе происходят события Final Fantasy Tactics (1997), Final Fantasy XII и Vagrant Story (2000), хотя изначально Vagrant Story не имела с этим миром никакой связи (игру добавили в дочернюю серию через несколько лет после релиза), а все отсылки к Final Fantasy были элементом фан-сервиса. Ивалис придумал Ясуми Мацуно, который также играл большую роль в создании Tactics and Vagrant Story. Впоследствии работы Мацуно стали вдохновением для написания сценария A Realm Reborn.

### Общие элементы
Сюжетные линии в играх серии зачастую делают упор на внутренней борьбе, страстях и личных трагедиях героев; кроме того, основной сюжет может даже отходить на второй план, уступая место именно личной жизни персонажей. Немалую роль играют и отношения между героями: от любви до вражды. Другие часто встречающиеся сюжетные ходы включают в себя амнезию, ошибочно установленная личность, совращение тёмными силами и самопожертвование. В более ранних играх серии на первый план выходили эзотерические и мистические элементы, однако более поздние части — например, Final Fantasy XV, — использовали более простые сюжеты и сеттинги. Главный конфликт во многих играх фокусируется на группе персонажей, сражающихся со злом: например, с антагонистом, который захватил мир. Зачастую события разворачиваются в отдельном государстве, в котором вспыхнуло восстание, в котором и участвуют главные действующие лица. В большинстве случаев основной задачей героев является победа над злом, а в ряде случаев отряд игровых персонажей собирается именно из-за злонамеренных действий главного злодея. Другим часто встречающимся приёмом является появление второго антагониста, о существовании которого игрок ничего не знает большую часть сюжета. Помимо этого, во многих играх встречаются такие элементы, как Гипотеза Геи, грядущий апокалипсис и конфликт между приверженцами развитых технологий и природы.
Концепция магических кристаллов встречается во множестве частей серии; изначально эту идею ввёл Коити Исии ещё в первую игру. В более ранних играх они олицетворяют пять элентов в японской философии (земля, вода, воздух, огонь и эфир) — они необходимы для сохранения баланса в мире, поэтому контроль над этими кристаллами является одной из основных тем. В дальнейшем кристаллы играли достаточно важную роль с третьей по двенадцатую часть серии. В Final Fantasy XIII и Final Fantasy XV кристаллы также присутствуют, так как эти игры заимствуют историю игрового мира из Fabula Nova Crystallis: однако, явные отсылки к подобной терминологии были убраны из пятнадцатой части, чтобы не отпугнуть покупателей. В A Realm Reborn кристаллы лежат в основе сюжета. Помимо этого, многие названия в игре заимствованы из различных культур, языков и мифологий: например, из азиатской, европейской и культуры Среднего Востока. Внутриигровые предметы — например, оружие, — также следуют этой традиции. Самыми известными примерами являются Экскалибур (легендарный меч короля Артура) и Масамунэ (меч, названный в честь известного японского оружейника, создавшего новую технологию изготовления оружия).
Некоторые персонажи и монстры также постоянно появляются во разных играх серии, хотя с точки зрения сюжета они между собой никак не связаны. Так, в подавляющем большинстве игр появляется вымышленное существо чокобо, похожее на курицу, — обычно оно используется как транспортное средство для героев. Чокобо придумал Коити Исии во время работы над Final Fantasy II, основываясь на набросках для первой игры серии; с тех пор это существо появляется во всех основных частях франшизы. Помимо этого, в Final Fantasy регулярно встречается раса муглов; их японское название Mōguri произошло от слов mogura (крот) and kōmori (летучая мышь). Хотя зачастую муглы исполняют второстепенную роль — например, являются торговцами, у которых игрок может купить снаряжение, — в некоторых играх они помогают отряду в бою или даже сами становятся игровыми персонажами. Муглов также создал Исии на основе своих рисунков, сделанных ещё в школе: на них изображены существа, похожие на коал с крыльями летучих мышей. К другим часто появляющимся расам относятся кактуары — монстры, похожие на кактусов. По словам журналиста GameFan, кактуары «являются одними из самых популярных противников в Final Fantasy». Часто встречаются железные гиганты, тонберри, названные Kotaku «лучшими монстрами в серии», а также «знаковый монстр» под названием мальборо и Бегемот.
Во многих частях появляется мужской персонаж по имени Сид (яп. シド Сидо), принадлежащий к человеческой расе. Его дебютной игрой стала Final Fantasy II, а в последующих частях он играл самые разные роли: от второстепенного персонажа до члена отряда и антагониста. Зачастую Сид является инженером, так или иначе связанным с воздушным кораблём отряда. Сид изначально создавался как герой, который должен будет появляться в разных ипостасях: общим атрибутом является его ум и мудрость, как «у Йоды из Звёздных Войн».
Биггс и Ведж — это дуэт второстепенных персонажей, которых можно встретить в разных частях и которые обычно играют комическую роль. Они названы в честь Веджа Антиллеса и Биггса Дарклайтера, пилотов из «Звёздных Войн». Впервые они появились как пехотинцы в Final Fantasy VI, после чего игрок мог встретить их в других частях. Также к часто встречающимся персонажам относится Гильгамеш, впервые появившийся в Final Fantasy V. Он был создан Хиронобу Сакагути и назван в честь героя аккадского эпоса.

## Художественный стиль
Графическим оформлением и дизайном персонажей первой игры серии занимался Ёситака Амано, известный художник, который работал с Tatsunoko Production над несколькими сериями аниме, включая Science Ninja Team Gatchaman, а также создавал иллюстрации для Vampire Hunter D. Впоследствии Амано также участвовал в создании Final Fantasy II и Final Fantasy III. В процессе работы над Final Fantasy IV Амано получил больше свободы и мог создавать более сложные дизайны персонажей. Он также занимался дизайном для Final Fantasy V и Final Fantasy VI, хотя в шестой части присутствуют работы и других художников — например, Танака, Каори. С первой по четвёртую часть Амано основывал все свои работы на объяснениях членов команды, однако в двух последующих частях уже сами разработчики брали за основу его наброски. Помимо этого, Ёситака Амано нарисовал персонажей для Final Fantasy IX в соответствии с инструкциями от команды разработчиков. Для Final Fantasy XI он нарисовал только карту игрового мира. Одним из самых известных существ, нарисованных Амано, стал Бахамут; хотя в мифологии Бахамут является водяным существом, Амано не знал об этом, поэтому нарисовал его в виде «механического дракона». Амано также принимал участие в создании Final Fantasy XV, подготовив эскизы на ранней стадии разработки; за долгие годы работы над франшизой Амано получил всемирную известность.
Помимо этого, Ёситака Амано рисует логотипы для игр серии. Обычно он получает запросы от команды в виде обычных текстовых описаний и рассматривает каждый логотип как самостоятельную большую работу. Шрифт, используемый для логотипа серии в наше время, был впервые задействован для Final Fantasy IV. Эмблемы, присутствующие на логотипах, обычно напрямую связаны с сюжетом игр, изображая либо одного из главных героев, либо предмет, важный для истории. Ремейки первых трёх игр также содержат новые логотипы, выполненные в стилистике более поздних частей серии.
Начиная с седьмой части главным дизайнером персонажей стал Тэцуя Номура — его первой серьёзной работой в рамках серии стал дизайн персонажей и монстров для Final Fantasy VI. Сакагути лично пригласил Номуру для работы над Final Fantasy VII, будучи впечатлённым его картами событий, подготовленными для Final Fantasy VI. Номура был привлечён к работе ещё и потому, что Амано часто путешествовал в другие страны и посещал выставки в Европе и Америке, что создавало конфликты с его рабочим расписанием. В результате, Номура не только рисовал персонажей, но и помогал в разработке их сюжетных линий. Сам Тэцуя Номура называет Final Fantasy VII своим любимым проектом, но графические ограничения игровой консоли означали, что и его возможности для творчества были весьма ограничены. Поэтому работая с другими художниками над Final Fantasy VIII он старался сделать персонажей более реалистичными. Затем Номура вновь вернулся в команду для работы над Final Fantasy X, нарисовав всех главных героев и создав сеттинг, вдохновляясь культурами Таиланда и Японии и стран Австралазии. В процессе работы над Final Fantasy XV Номура выступил не только как дизайнер персонажей, но и как один из главных креативщиков всего проекта. Имена персонажей, созданных Номурой, зачастую имеют отсылки к погоде или к небу: Клауд (с англ. — «облако»), Скволл (с англ. — «порыв, шквал»), Тидус («тиида» по-окинавски означает «солнце»), Лайтнинг (с англ. — «молния»). Он хотел нарушить эту традицию, создавая героя Final Fantasy XV Ноктиса Люциса Кэлума, но после того, как главная героиня Final Fantasy XIII — Лайтнинг — получила имя, связанное с погодой, он решил назвать персонажа именно так; это имя переводится с латыни как «Небо ночного света».

## Отзывы и критика
Серия Final Fantasy была положительно оценена многими критиками за создание и популяризацию многих подходов и концепций, которые теперь используются во многих компьютерных ролевых играх. Так, вид сбоку при сражении отряда с монстрами, который присутствовал в ранних частях серии, был использован во множестве других игр. Он заменил более старый подход, когда сражения с противниками происходили один на один с видом от первого лица. Система классов, транспорт для перемещения по игровому миру и разные типы доступных заклинаний также оказали существенное влияние на жанр RPG. При этом обозреватель IGN отметил, что именно в Final Fantasy появилась сложная система меню, которая отпугнула некоторых геймеров и стала «одной из основных причин того, что многие не пробовали играть ни в одну часть серии». По мнению журналиста Destructoid Final Fantasy — это хороший пример серии, в которой на протяжении многих лет активно развивалась боевая система.
По мнению журнала Edge графика стала одним из ключевых компонентов, благодаря которым серия многие годы получает положительные отзывы. В 1996 году Next Generation включил Final Fantasy в список лучших игр и франшиз всех времён, при этом отдельно была выделена сюжетная составляющая. Впоследствии это же издание назвало «мелодраматические сюжетные линии» основным фактором долгой жизни франшизы. В отзыве от 2005 года, написанном GameSpot на Final Fantasy VI, именно эта часть благодаря своему сюжету и упору на развитие персонажей была названа определяющей весь жанр. Final Fantasy VII по мнению ряда изданий помогла закрепить структуру и стилевые особенности RPG, которые затем встречались в играх на протяжении многих лет. В 2012 году журналист Digital Spy написал, что Final Fantasy «сформировала понятие ролевых игр для нескольких поколений консолей». При этом, по мнению обозревателя, более поздние игры серии слишком отличаются от предыдущих релизов и потому потеряли часть своего обаяния; в частности, он ссылается на мнение ряда фанатов, которые называют десятую часть «последней традиционной игрой серии».
Впоследствии Кавадзу продолжал развивать концепции, использованные им в Final Fantasy II, и создал собственную серию SaGa; такие франшизы, как The Elder Scrolls, впоследствии переняли некоторые из этих идей: в частности, навыки персонажа, которые улучашаются по мере использования. Ранний опыт Исии отразился на созданной им серии Mana, которая изначально появилась как спин-офф Final Fantasy. Многие представители игровой индустрии — в частности, сотрудники Ubisoft, BioWare и известный разработчик Питер Молиньё — утверждали, что именно Final Fantasy оказала влияние либо на их серии игр, либо на отдельные части. Некоторые независимые разработчики также черпали вдохновение из классических или более современных частей Final Fantasy при создании собственных игр, используя похожие приёмы в повествовании, геймдизайне и графике.